# Hôtel d'Ardouin (musée de Mazères)
L'hôtel d'Ardouin, enregistré par erreur comme une maison des comtes de Foix qu'il n'a jamais été, est un immeuble en brique toulousaine sur deux niveaux, datant du XVIe siècle, et situé au nord-est de la ville de Mazères, bastide dans le département de l'Ariège, en France.

## Localisation
À proximité de l'Hers-Vif, principal affluent de l'Ariège, l'immeuble se trouve rue de la République et fait angle avec la rue Castellane où se trouve l'accès au musée municipal et au jardin.

## Historique
L'hôtel d'Ardouin est un bâtiment construit en 1580 par Pierre Garrigues, riche marchand pastelier, rénové depuis, aux façades de briques avec de remarquables fenêtres à meneaux. L'escalier à vis de la tour octogonale donne accès à une terrasse dominant la ville. Séminaire du diocèse de Mirepoix en 1697, puis propriété de la ville de Mazères depuis 1741, il abrite le musée Ardouin dans ses différentes composantes.
Il est partiellement classé au titre des monuments historiques par arrêté du 23 mars 1955 notamment pour ses façades et toitures.

## Description

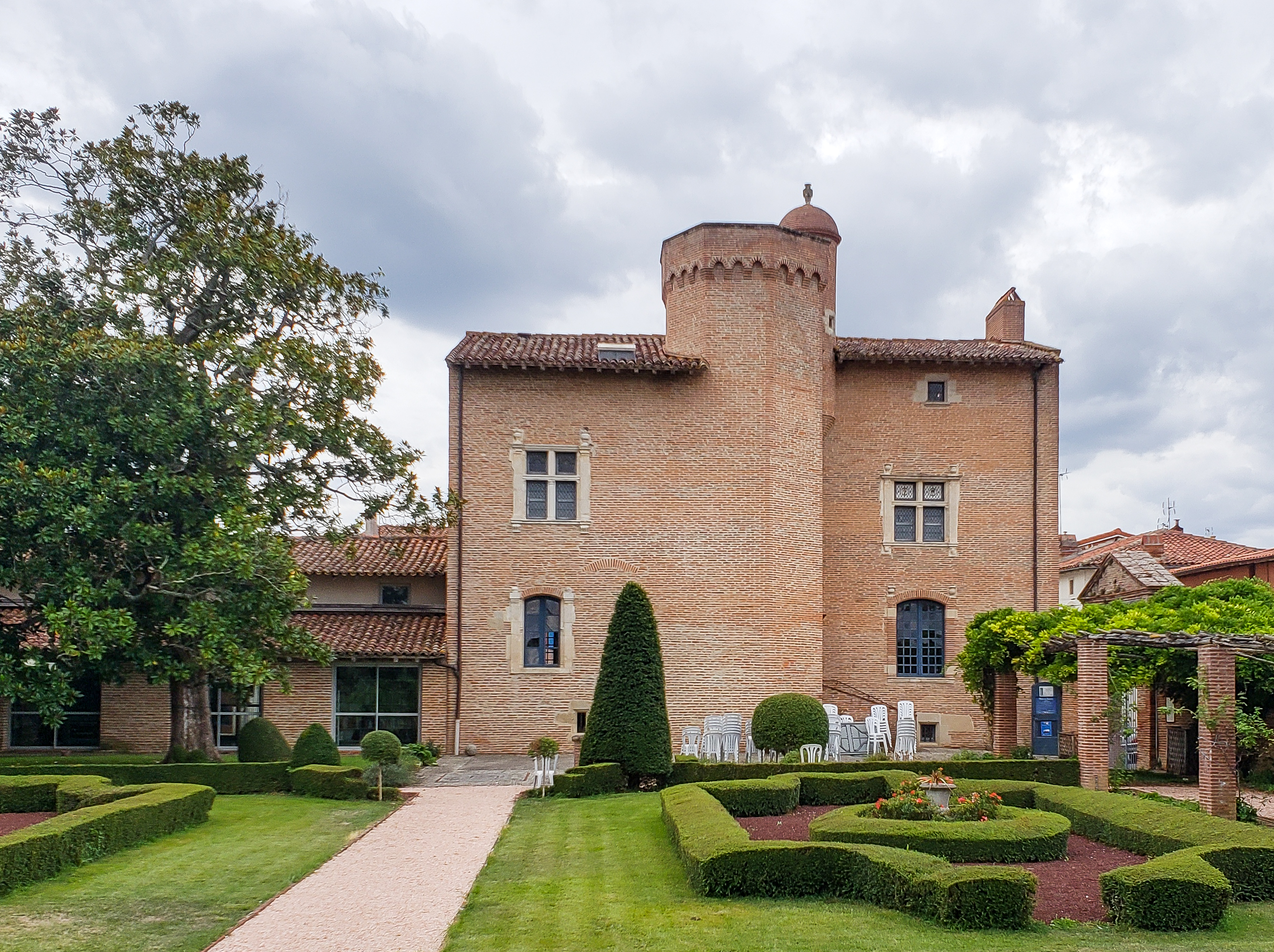
L'hôtel d'Ardouin vu du jardin.

La façade côté jardin est la plus intéressante avec, en son centre, la tour octogonale encastrée bordée d'un clocheton en échauguette. Sur la tour d'escalier, les ouvertures sont en plein cintre, encadrées de colonnes portées par des consoles et portant frontons. Si les fenêtres du rez-de-chaussée, mutilées au XVIIIe siècle, ne présentent pas un grand intérêt, les fenêtres du niveau supérieur sur rue et jardin, de style Renaissance, sont encadrées de pilastres cannelés et munies de meneaux à traverses portées par de fines colonnettes.
Un jardin aménagé selon le style de la Renaissance est présent à l'intérieur de l'enceinte.

## Collections
Ouvert en 1995 sur une seule salle, le musée se déploie désormais sur quatre niveaux dont deux présentent depuis 2011 l'exposition permanente Barbares en Gaule du Sud, résultat des fouilles de la nécropole de l'époque des Wisigoths puis des Francs (Ve et VIIIe siècles). Des objets néolithiques, des chapiteaux provenant de la première abbaye de Boulbonne (XIIIe et XIVe siècles), une évocation de Gaston Fébus et la maquette de son château mazérien, ainsi qu'une documentation sur la culture du pastel clôturent la visite du musée.

## Visite
La visite se déroule en moyenne durant 1 h 30.